# Mangelbeek en heide- en vengebieden tussen Houthalen en Gruitrode
Mangelbeek en heide- en vengebieden tussen Houthalen en Gruitrode is een Natura 2000-gebied (habitatrichtlijngebied BE2200030) in Vlaanderen. Het habitatrichtlijngebied overlapt gedeeltelijk met vogelrichtlijngebied 'Houthalen-Helchteren, Meeuwen-Gruitrode en Peer'  (BE2220313). Het gebied ligt centraal in de provincie Limburg. Het omvat de uitgestrekte, deels beboste Duinengordel met vennen, die uitdeint in een open heidegebied op het militair schietveld en ten slotte uitloopt in de weelderige broekbossen in de Mangelbeekvallei. 
Er komen tien Europees beschermde soorten voor in het gebied: blauwborst, blauwe kiekendief, boomleeuwerik, ijsvogel, korhoen, nachtzwaluw, roerdomp, wespendief, woudaapje, zwarte specht.
Gebieden die deel uitmaken van het Natura 2000-gebied zijn onder andere: Schansbeemden, schietveld van Helchteren, Duinengordel, Oudsberg, Ruiterskuilen, Turfven, Ophovenderheide, Op den Aenhof en een deel van Kelchterhoef.

## Afbeeldingen

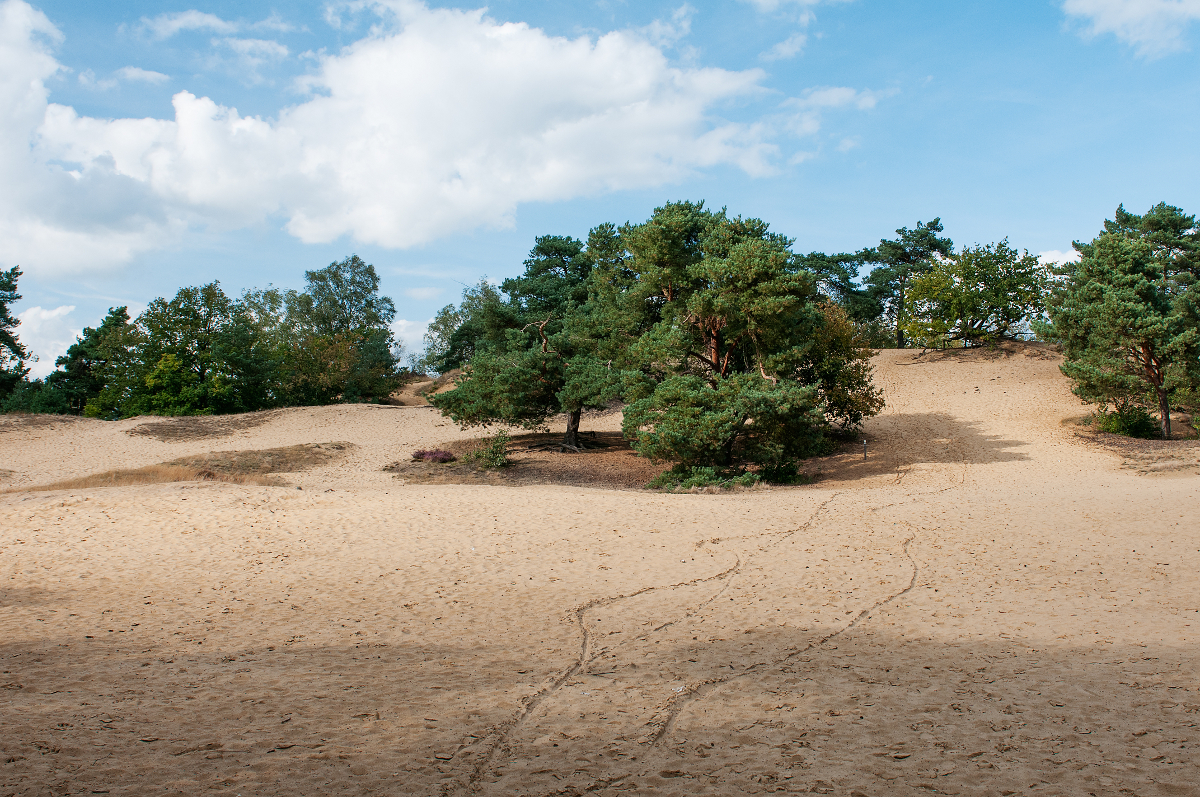
Oudsberg
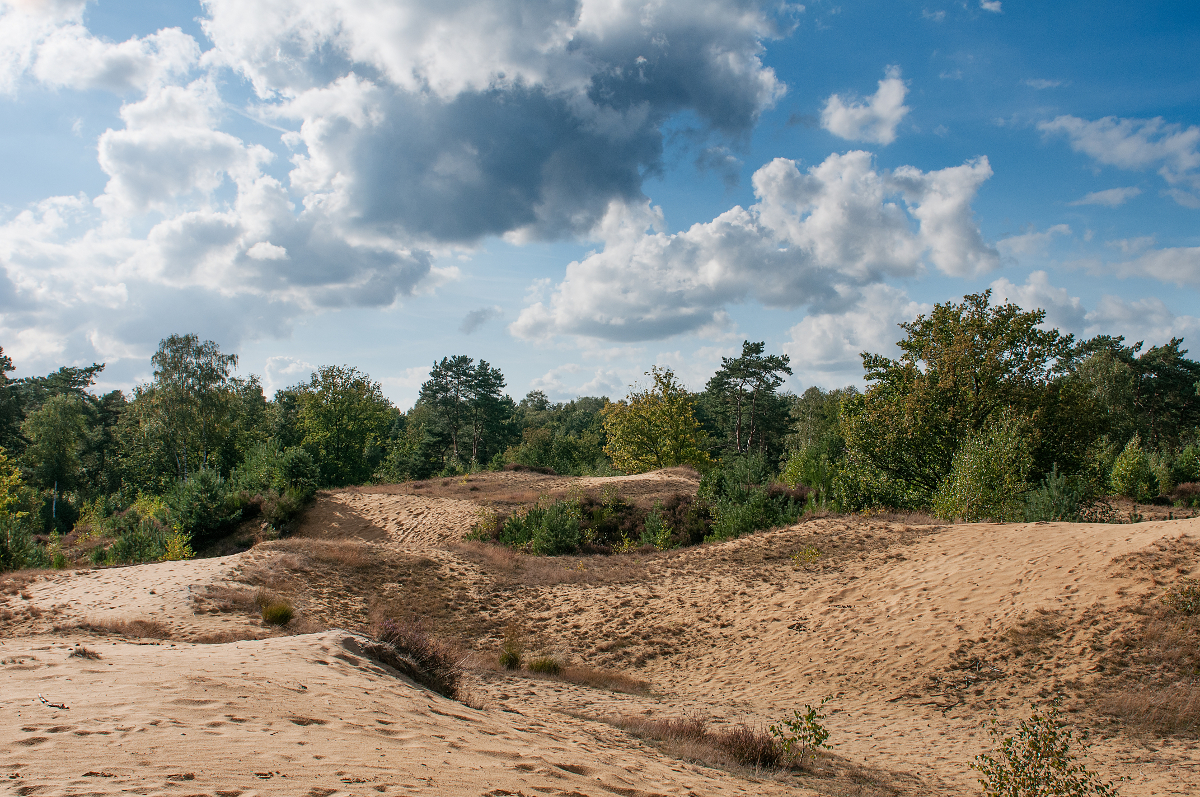
Oudsberg
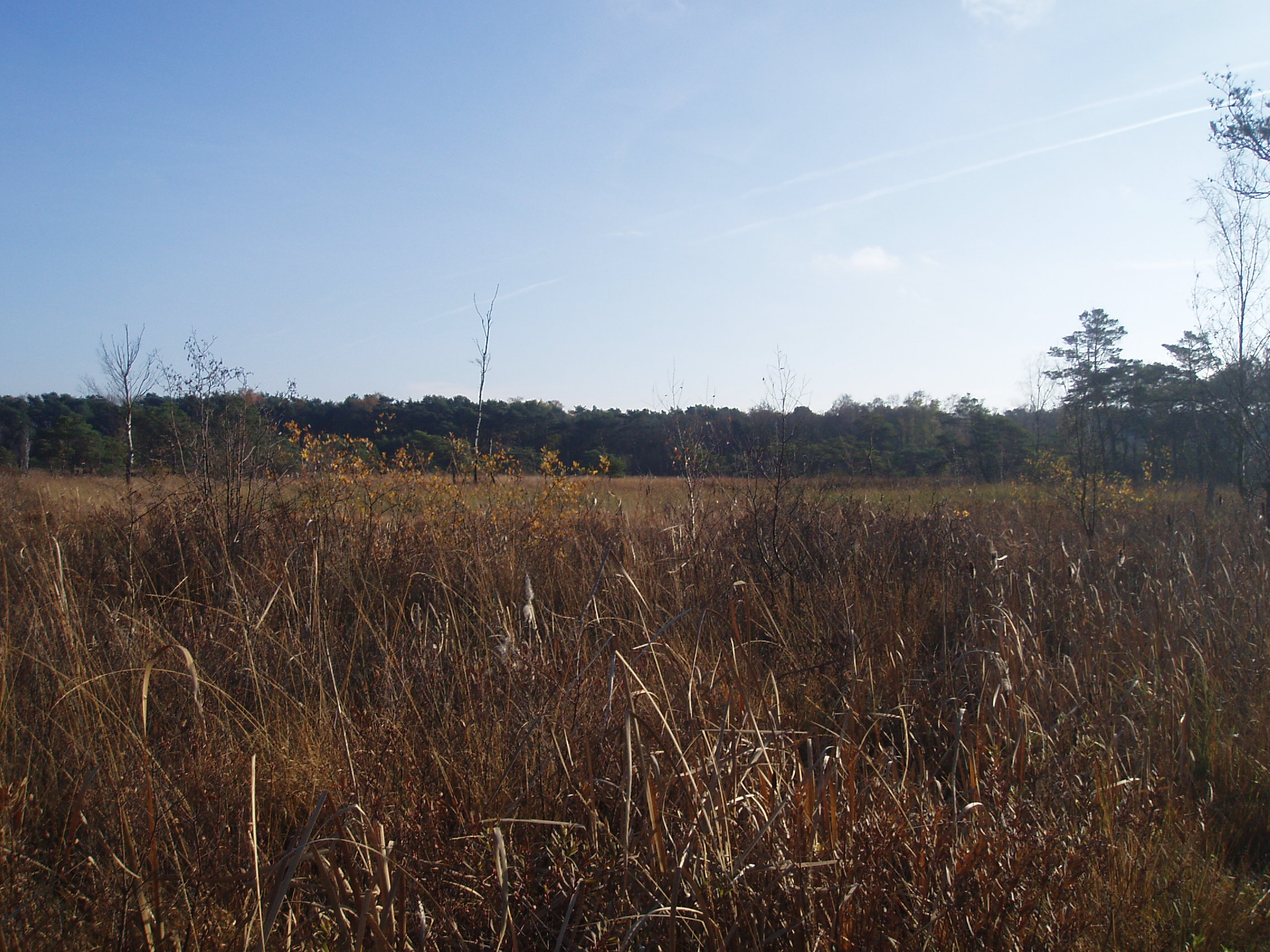
Buitengoor
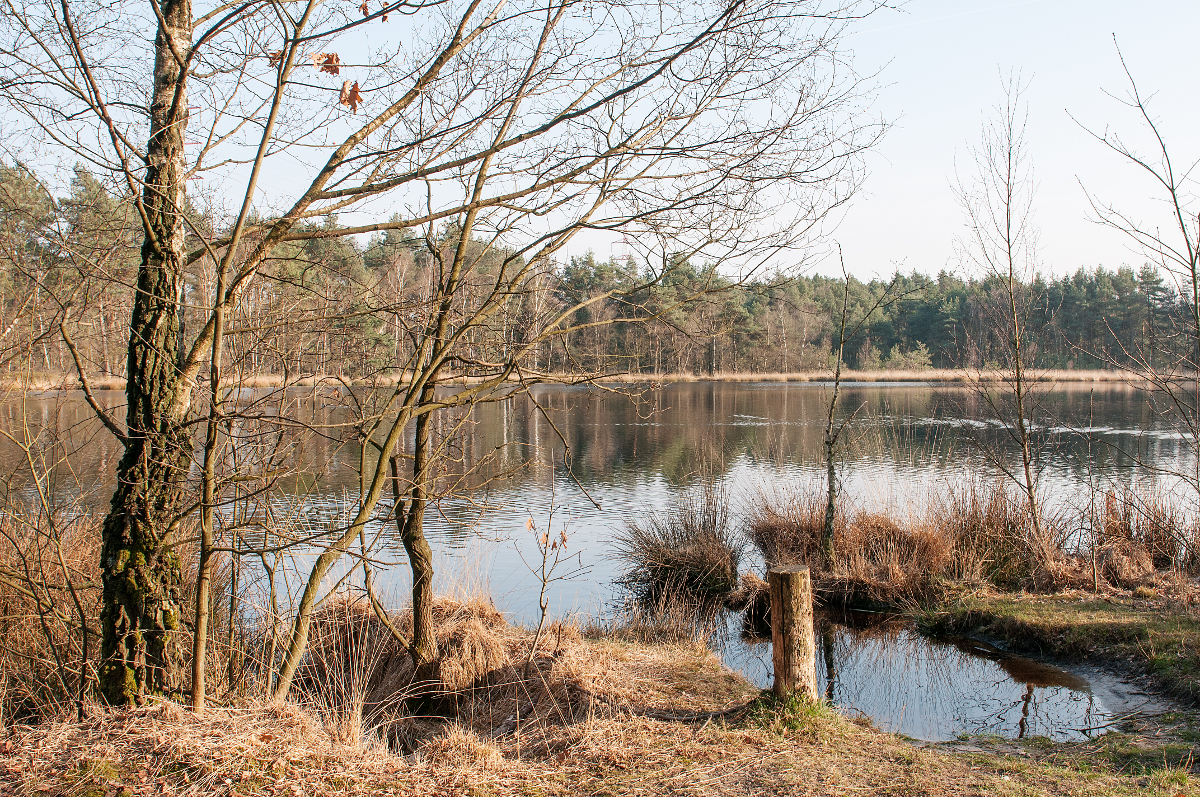
Turfven
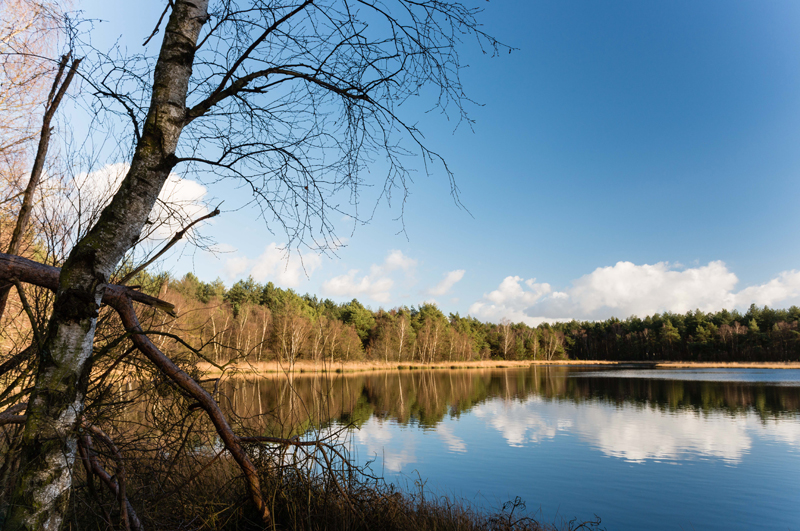
Ruiterskuilen
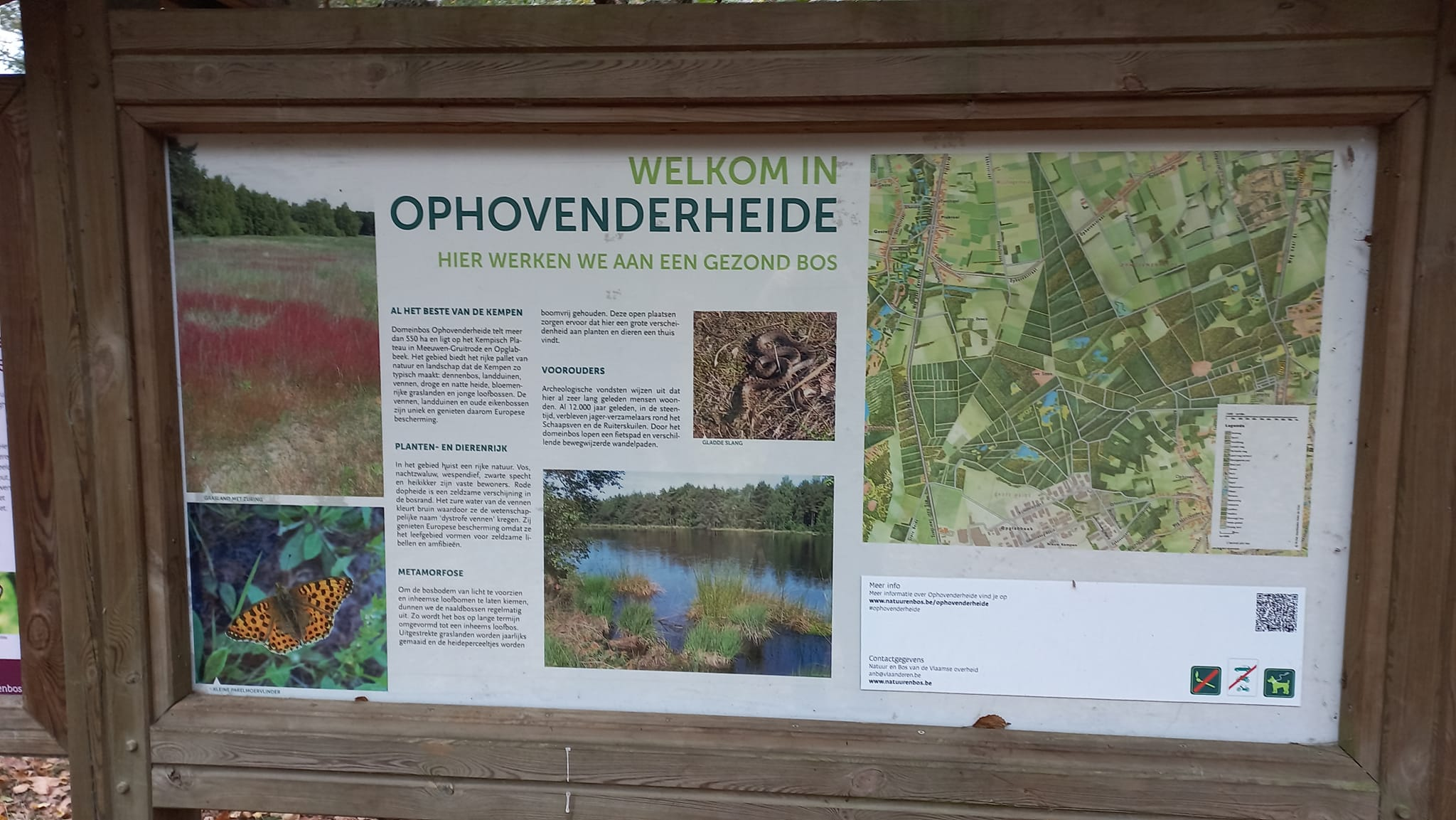
Ophovenderheide